# Michael Musalek

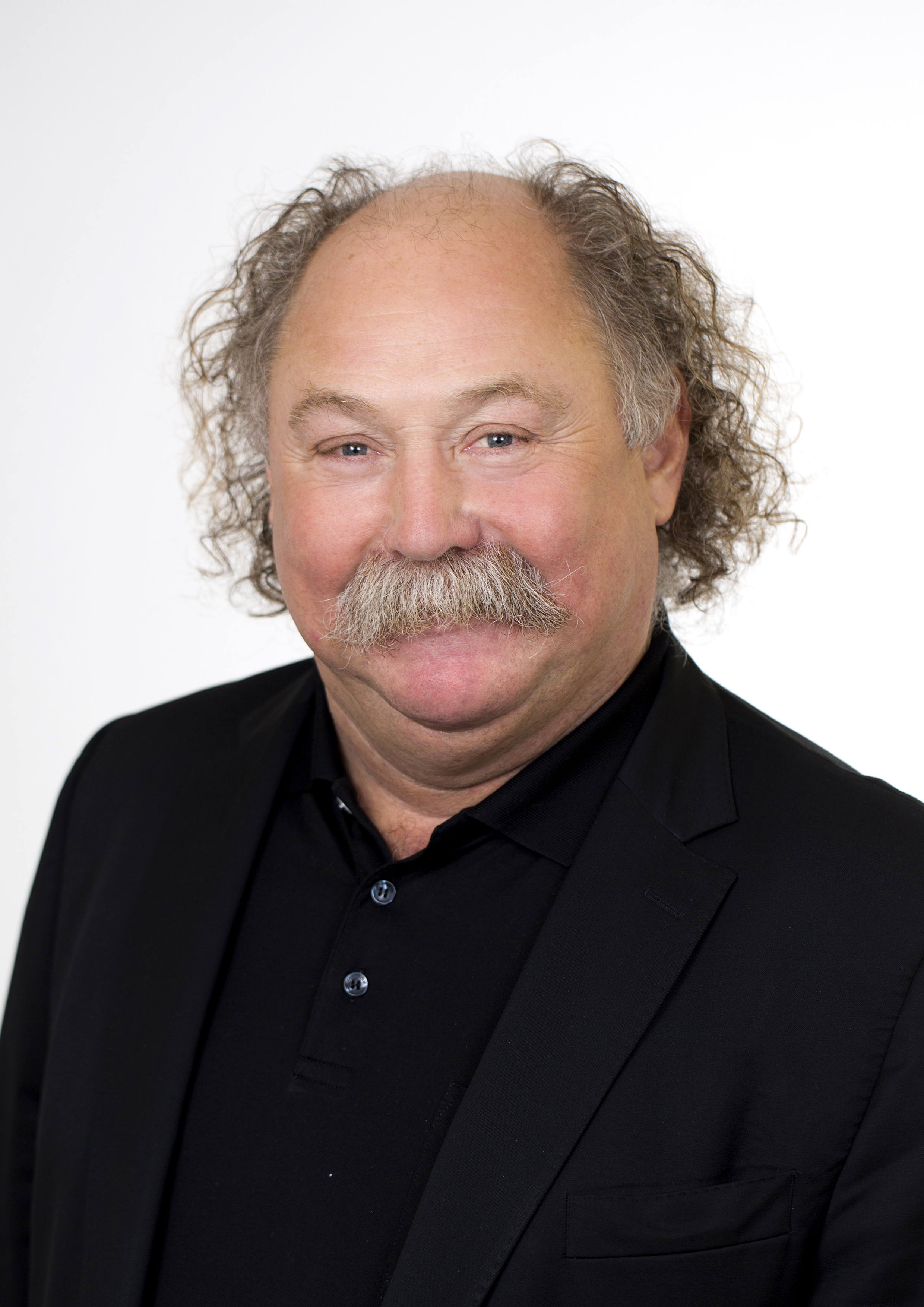
Michael Musalek (2016)

 Michael Musalek  (* 26. März 1955 in Wien) ist ein österreichischer Psychiater und Psychotherapeut. Er ist Institutsvorstand des Instituts für Sozialästhetik und psychische Gesundheit an der Sigmund Freud Privatuniversität Wien und Berlin. Musalek entwickelte maßgeblich neue Ansätze in der ressourcenorientierten Suchtbehandlung (Orpheusprogramm).

## Leben
Michael Musalek studierte Medizin an der Universität Wien, wo er 1979 auch promoviert wurde. 1986 beendete er die Ausbildung zum Facharzt für Psychiatrie und Neurologie. 1993 erlangte er nach dem Psychotherapeutengesetz die Qualifikation zum Psychotherapeuten und im gleichen Jahr auch das Diplom Psychotherapeutische Medizin der Österreichische Ärztekammer. Von 1989 bis 2001 war er an der Psychiatrischen Universitätsklinik in Wien als stationsführender Oberarzt tätig; 1989 wurde er mit der ärztlichen Leitung der neugegründeten Liaison-Ambulanz für Dermatologie und Psychiatrie an der Universitätsklinik für Dermatologie betraut. Er ist seit 1986 als Facharzt für Psychiatrie und Neurologie, seit 2008 als Facharzt für Psychiatrie und Psychotherapeutische Medizin auch in freier Praxis tätig. 1990 Erteilung der Venia Docendi für das gesamte Gebiet der Psychiatrie. Seit 1993 gerichtlich beeideter Sachverständiger für das Gebiet der Psychiatrie. Seit 1997 Tätigkeit als außerordentlicher Universitätsprofessor für Psychiatrie an der Medizinischen Fakultät der Universität Wien. Im November 2001 wurde er als Primarius am Anton Proksch Institut mit der Leitung der Abteilung 2 betraut. Vom 1. April 2004 bis 31. Dezember 2020 (Pensionsantritt) ist Musalek als Institutsvorstand und Ärztlicher Direktor im Anton Proksch Institut Wien tätig und seit 13. Jänner 2015 Institutsvorstand des Instituts für Sozialästhetik und psychische Gesundheit der Sigmund Freud Privatuniversität Wien.

## Forschung
Forschungs- und Publikationsschwerpunkte:
- Empirische und Theoretische Psychopathologie
- Ideengeschichte der Medizin und Psychiatrie
- Philosophie und Psychiatrie (insbes. Ästhetik in der Medizin)
- Diagnostik und Behandlung von psychischen Erkrankungen (mit besonderem Schwerpunkt auf Suchterkrankungen, Psychosen wie z. B. Wahnerkrankungen, Halluzinosen, sowie „Burn-out“ und psychosomatische Erkrankungen)

Mitglied des Fachbeirats folgender Zeitschriften:
- Psychopathology
- Journal für Neurologie, Neurochirurgie und Psychiatrie
- Journal of Dermatology and Psychosomatics
- Mitglied des Boards des ”Independent Psychiatry Journal“ der Russian Independent Psychiatric Association
- Mitglied des Editorial Boards „Arzneimittelprofil“
- Mitglied im Wissenschaftlichen Beirat „Die Psychiatrie“
- Mitglied des Lecture Board „Konsensus-Statement – State of the art“
- Mitglied des Editorial Boards „Psychopraxis“
- Mitglied des Scientific Advisory Board „Clinicum Neuropsy“
- Mitglied des Editorial Board „International Archives of Addiction Research and Medicine“
- Mitglied im Wissenschaftlichen Beirat „JATROS Neurologie & Psychiatrie“
- Beiratsmitglied „Das ärztliche Gutachten“
- Mitglied des Editorial Board „Portuguese Journal of Psychiatry“
- Mitglied des Editorial Board „Psychiatry, Neurology and Medical Psychology“
- Mitglied im Expertenbeirat „universalRAUM“

Herausgeber der Fachzeitschriften:
- Spectrum Psychiatrie (seit 2006)
- Journal für Philosophie und Psychiatrie
- Psychiatrie & Psychotherapie

## Lehre
Vorlesungstätigkeiten
- Professor an der Medizinischen Universität Wien
- Gastprofessor an der Sigmund Freud Privatuniversität
- Gastprofessor an der Universität Belgrad, Clinic of Psychiatry CCS & School of Medicine

Mitgliedschaft in Internationalen Vereinigungen mit Themenschwerpunkt Ausbildung (Education):
- Mitglied des Committee for Education (EPA)
- Mitglied des Operational Committee on Education der World Psychiatric Association (WPA)
- Mitglied der Section Education der World Psychiatric Association (WPA)
- Mitglied der Section und des Boards of Psychiatry of the Union Européenne des Médecins Spécialists (UEMS)

## Nationale und Internationale Mitgliedschaften
- Honorary Member of the World Psychiatric Association[6]
- Mitglied des Boards of the European Psychiatric Association (EPA) seit 1994 (dzt. Secretary for Sections)[7]
- Chairman der EPA Section Psychopathology
- Gründungsmitglied der EPA Section for Alcoholism and Drug Addiction
- Gründungsmitglied der EPA Section for Philosophy und Psychiatry
- Vorsitzender des Committee for Sections (EPA)
- Präsident der European Society for Aesthetics and Medicine
- Ehrenmitglied der Società Italiana di Psicopatologia
- Stellvertr. Vorsitzender der Section Psychopathology der World Federation of Societies of Biological Psychiatry (WFSBP)
- Chairman der Section Psychopathology der World Federation of Societies of Biological Psychiatry
- Mitglied der Guideline Task Force Addiction Disorders und Nosology and Psychopathology der World Federation of Societies of Biological Psychiatry
- Mitglied der Guideline Task Force Addiction Disorders und Nosology and Psychopathology der World Federation of Societies of Biological Psychiatry
- Mitglied of the Task Force on Marketing Communication of the European Forum For Responsible Drinking (EFRD)
- Mitglied der Task Force on Membership der European Psychiatric Association (EPA)
- Präsident der Stiftung Erwin Ringel Institut (seit Februar 2009)
- Präsident der Österreichischen Gesellschaft für Arbeitsqualität und Burnout (BURNAUT) – (seit 19. September 2011)
- Mitglied des Obersten Sanitätsrats für Österreich (von 2008 bis 2013)
- Mitglied des Bundesdrogenforums für Österreich
- Vorsitzender des Alkoholforums des Bundesministeriums für Gesundheit für Österreich
- Mitglied des Fachbeirats der Akademie für Sexuelle Gesundheit
- Mitglied des Beirates für psychische Gesundheit des Bundesministeriums für Gesundheit für Österreich
- Mitglied der Konsensusgruppe zur Erstellung der S2-Leitlinie “Zwangsstörungen” der DGPPN
- Mitglied der Arbeitsgruppe des Alkoholforums der Europäischen Kommission
- Mitglied der Jury des Philosophiepreises der Deutschen Gesellschaft für Psychiatrie und Psychotherapie, Psychosomatik und Nervenheilkunde
- Mitglied der Recommended Guidance Steering Group (EPA)
- Mitglied des Steering Committee des International Network for Philosophy and Psychiatry (INPP)
- Mitglied des DGPPN-Referats Philosophische Grundlagen der Psychiatrie und Psychotherapie der Deutschen Gesellschaft für Psychiatrie und Psychotherapie, Psychosomatik und Nervenheilkunde
- Mitglied des Fachbeirates von ganznormal.at
- Mitglied des wissenschaftlichen Beirates der Österreichischen Liga für Kinder und Jugend Gesundheit

## Auszeichnungen (Auswahl)
- 2021: Goldenes Ehrenzeichen für Verdienste um die Republik Österreich[8]

## Schriften (Auswahl)
Michael Musalek veröffentlichte knapp 300 nationale und internationale Publikationen.
- Medizin und Gastfreundschaft. In: Michael Musalek, Martin Poltrum (Hrsg.): Ars Medica – Zu einer neuen Ästhetik in der Medizin. Pabst Science Publishers / Parodos Verlag, Lengerich / Berlin 2011, S. 25.
- Zusammen mit Martin Poltrum: Burnout. Glut und Asche. Neue Aspekte der Diagnostik und Behandlung. Parodos Verlag, Berlin 2012.
- Der Wille zum Schönen I – Als alles bestimmende Naturkraft. Parodos Verlag, Berlin 2017.
- Der Wille zum Schönen II – Als Kulturgeschehen auf dem Weg zur Kosmopoesie. Parodos Verlag, Berlin 2017.